# Зебрюге
Зебрюге (на нидерландски: Zeebrugge, [zeːˈbrʏɣə]) е част от град Брюге в провинция Западна Фландрия, Белгия. Населението му е около 4 094 души (2012).
Селището е разположено на брега на Северно море. То е създадено през 1895 година, когато върху част от територията на Лисевеге (от 1971 година част от град Брюге) започва изграждането на модерен пристанищен комплекс. Днес Пристанище „Брюге-Зебрюге“ е второто по големина в страната след Антверпенското пристанище.